# Dasyhesma areola
Dasyhesma areola là một loài Hymenoptera trong họ Colletidae. Loài này được Exley mô tả khoa học năm 2004.